# Claude Turmes
Claude Turmes, né le 26 novembre 1960 à Diekirch (Luxembourg), est un homme politique luxembourgeois, membre du parti Les Verts (déi Gréng). Il est député européen de juillet 1999 à juin 2018. Du 20 juin 2018 au 17 novembre 2023, il occupe diverses fonctions dans les Gouvernement Bettel I et Gouvernement Bettel II.

## Biographie

### Études et formations
Après des études secondaires classiques, Claude Turmes obtient en 1983 un diplôme en éducation physique et sportive à l'université de Louvain-la-Neuve. En parallèle, il poursuit des études en « technologies de l'environnement » à la Fondation universitaire luxembourgeoise à Arlon, chef-lieu de la province belge de Luxembourg. Pendant cette époque, Claude Turmes suit aussi de nombreuses formations de yoga.

### Activités professionnelles
Professeur d'EPS, Claude Turmes est affecté au sein de différents lycées du Luxembourg entre 1983 et 1999.

### Parcours politique
Avant d'être élu au Parlement européen, Claude Turmes est activiste puis dirigeant bénévole d'associations de l'environnement tant au niveau européen (Les Amis de la Terre Europe, Bureau européen de l'environnement) qu'au niveau luxembourgeois où Claude Turmes est membre du comité et vice-président chargé des affaires énergie/climat et Europe du Mouvement Écologique Luxembourg de la fin des années 1980 à 1999. La politique énergétique constitue son domaine de prédilection. Il est à l'origine de la création de Klimabündnis Lëtzebuerg.
Politiquement, il s'engage chez les Verts. Claude Turmes est député au Parlement européen de juin 1999 à juin 2018. Il occupe le poste de vice-président du groupe des Verts/Alliance libre européenne au Parlement européen et est membre de la Commission de l'environnement, de la santé et de la protection des consommateurs et membre de la Commission Industrie, Énergie, Télécom et de la Recherche. Il est rapporteur de nombreuses directives européennes notamment sur les énergies renouvelables, l'efficacité énergétique, le marché de l'électricité et les plans climats, ainsi que sur le registre européen des lobbies. Il préside l'association interparlementaire pour la promotion des énergies renouvelables en Europe EUFORES de 2004 à 2018.
Claude Turmes est nommé secrétaire d'État au Développement durable et aux Infrastructures le 20 juin 2018 au sein du gouvernement de coalition entre le Parti démocratique (DP), le Parti ouvrier socialiste luxembourgeois (LSAP) et les Verts (« déi gréng »). Il remplace ainsi Camille Gira, décédé le 16 mai 2018,,.
Candidat aux législatives du 8 octobre 2023 pour la circonscription « Nord » du Grand-Duché, il n'est pas élu, perdant même les trois quarts des voix obtenues lors de sa dernière candidature. Son parti, au même moment, encaisse une défaite cuisante et il passe de 9 à 4 députés (sur 60), perdant du même coup son statut de groupe ou fraction parlementaire à la Chambre des Députés luxembourgeoise.